# Yaginumaella orientalis
Yaginumaella orientalis là một loài nhện trong họ Salticidae. Loài này được phát hiện ở Bhutan.